# Doryopteris
Genre
Classification phylogénétique
Doryopteris est un genre de fougères de la famille des Pteridaceae, comprenant une centaine d'espèces dont 28 sont acceptées.

## Liste d'espèces
- Doryopteris acutiloba Diels
- Doryopteris collina (Raddi) J. Sm.
- Doryopteris concolor (Langsd. & Fisch.) Kuhn
- Doryopteris conformis K.U. Kramer & R.M. Tryon
- Doryopteris cordifolia (Baker) Diels
- Doryopteris crenulans (Fée) H. Christ
- Doryopteris cyclophylla A.R. Sm.
- Doryopteris davidsei A.R. Sm.
- Doryopteris kirkii (Hook.) Alston
- Doryopteris kitchingii (Baker) Bonap.
- Doryopteris latiloba C. Chr.
- Doryopteris lomariacea Kl.
- Doryopteris lorentzii (Hieron.) Diels
- Doryopteris ludens (Wall. ex Hook.) J. Sm.
- Doryopteris majestosa Yesilyurt, Jovita Cislinski
- Doryopteris multipartita (Fée) Sehnem
- Doryopteris nobilis (T. Moore) C. Chr.
- Doryopteris ornithopus (Mett.) J. Sm.
- Doryopteris palmata (Willd.) J. Sm.
- Doryopteris paradoxa (Fée) C. Chr.
- Doryopteris pedata (L.) Fée
- Doryopteris pedatoides (Desv.) Kuhn
- Doryopteris pentagona Pic. Serm.
- Doryopteris pilosa (Poir.) Kuhn
- Doryopteris rediviva Fée
- Doryopteris sagittifolia J. Sm.
- Doryopteris stierii Rosenst.
- Doryopteris triphylla (Lam.) Christ